# A Thousand Years
Singles de Christina Perri
Arms
(2011) Distance
(2012)
A Thousand Years est une chanson de l'artiste américaine Christina Perri. Le single sort sous format numérique le 18 octobre 2011 sous les labels Atlantic, Chop Shop. 2e single extrait de l'album The Twilight Saga: Breaking Dawn — Part 1: Original Motion Picture Soundtrack (2011). La chanson est écrite par Christina Perri et par David Hodges.

## Classement et certifications

### Classement hebdomadaire
| Classement (2011-2012)             | Meilleure position |
| ---------------------------------- | ------------------ |
| Australie (ARIA)                   | 13                 |
| Autriche (Ö3 Austria Top 40)       | 60                 |
| Belgique (Flandre Ultratip 100)    | 44                 |
| Canada (Hot 100)                   | 70                 |
| Royaume-Uni (UK Singles Chart)     | 19                 |
| États-Unis (Hot 100)               | 31                 |
| Écosse (OCC)                       | 26                 |
| Espagne (PROMUSICAE)               | 35                 |
| États-Unis (Adult Contemporary)    | 11                 |
| États-Unis (Pop Airplay)           | 22                 |
| États-Unis (Adult Pop Songs)       | 7                  |
| Finlande (Suomen virallinen lista) | 19                 |
| Irlande (IRMA)                     | 7                  |
| Nouvelle-Zélande (RMNZ)            | 11                 |
| Tchéquie (IFPI Rádio)              | 36                 |

| Classement (2012)    | Meilleure position |
| -------------------- | ------------------ |
| Canada (Hot 100)     | 40                 |
| États-Unis (Hot 100) | 53                 |

### Certifications
| Pays                     | Certifications |
| ------------------------ | -------------- |
| Australie (ARIA)         | 3 × Platine    |
| Canada (CRIA)            | Platine        |
| Irlande (IRMA)           | Or             |
| Italie (FIMI)            | Or             |
| Nouvelle-Zélande (RIANZ) | Platine        |
| États-Unis (RIAA)        | Platine        |

## Historique de sortie
| Région      | Date            | Format                 | Label                  |
| ----------- | --------------- | ---------------------- | ---------------------- |
| États-Unis  | 18 octobre 2011 | Téléchargement digital | Atlantic               |
| Canada      | 18 octobre 2011 | Téléchargement digital | WEA International Inc. |
| Australie   | 18 octobre 2011 | Téléchargement digital | WEA International Inc. |
| Royaume-Uni | 7 novembre 2011 | Téléchargement digital | Atlantic               |